# Aurelio Benavente
Aurelio Benavente Arancibia (Ninhue, 1901 - Santiago, 24 de agosto de 1968). Abogado y político radical chileno. Hijo de Pablo Benavente y Aurora Arancibia. 

## Actividades profesionales
Estudió en el Liceo de Chillán, en el Instituto Barros Arana y en la Facultad de Derecho de la Universidad de Chile, donde se graduó de abogado (1927), su tesis se tituló “Los hijos naturales”.
Ejerció como abogado en Santiago, en la sociedad legal Galvarino Gallardo Nieto y Otto Krahn. También, fue abogado de la hacienda Chacabuco de Francisco Petrinovic K. También fue empleado de la Secretaría de la Cámara de Diputados.

## Actividades políticas
Militante del Partido Radical, del cual fue vicepresidente.
Fue elegido Diputado por la 15.ª agrupación departamental, correspondiente a las comunas de Itata y San Carlos (1933-1937), participando de la comisión permanente de Relaciones Exteriores y la de Comercio.
Reelegido Diputado por la misma agrupación de comunas (1937-1941), integrando en esta oportunidad la comisión de Agricultura y Colonización.
Nuevamente elegido Diputado por la 15.ª agrupación departamental (1941-1945), formando parte de las comisiones permanentes de Relaciones Exteriores, de la cual fue presidente.
Fue consejero de la Caja Agraria (1949-1952). Miembro del Club de La Unión y del Colegio de Abogados de Chile.